# Mogielnica (gemeente)
De gemeente Mogielnica is een stad- en landgemeente in het Poolse woiwodschap Mazovië, in powiat Grójecki.
De zetel van de gemeente is in Mogielnica.
Op 30 juni 2004 telde de gemeente 9216 inwoners.

## Oppervlakte gegevens
In 2002 bedroeg de totale oppervlakte van gemeente Mogielnica 141,56 km², waarvan:
- agrarisch gebied: 81%
- bossen: 12%

De gemeente beslaat 10,24% van de totale oppervlakte van de powiat.

## Demografie
Stand op 30 juni 2004:
| Omschrijving                   | Totaal | Totaal | Vrouwen | Vrouwen | Mannen | Mannen |
| ------------------------------ | ------ | ------ | ------- | ------- | ------ | ------ |
| eenheid                        | aantal | %      | aantal  | %       | aantal | %      |
| inwoners                       | 9216   | 100    | 4657    | 50,5    | 4559   | 49,5   |
| bevolkingsdichtheid (inw./km²) | 65,1   | 65,1   | 32,9    | 32,9    | 32,2   | 32,2   |

In 2002 bedroeg het gemiddelde inkomen per inwoner 1452,42 zł.

## Administratieve plaatsen (sołectwo)
Borowe, Brzostowiec, Dalboszek, Dąbrowa, Dębnowola, Dobiecin, Dylew, Dziarnów, Dziunin, Główczyn, Główczyn-Towarzystwo, Górki-Izabelin, Gracjanów, Jastrzębia, Jastrzębia Stara, Kaplin, Kozietuły, Kozietuły Nowe, Ługowice, Marysin, Michałowice, Miechowice, Odcinki Dylewskie, Otaląż, Otalążka, Pawłowice, Pączew, Popowice, Stamirowice, Stryków, Ślepowola, Świdno, Tomczyce, Ulaski Gostomskie, Wężowiec, Wodziczna, Wólka Gostomska.

## Aangrenzende gemeenten
Belsk Duży, Błędów, Goszczyn, Nowe Miasto nad Pilicą, Promna, Sadkowice, Wyśmierzyce